# 邦板牙省
邦板牙省（Pampanga）是菲律宾中央吕宋大区的一个省，首府为圣费尔南多市。人口为2,198,110人（2015年），主体民族为邦板牙族。使用语言有邦板牙语、他加禄语和英语。省内城市有：圣费尔南多市、安吉利斯市。